# Antonio Paz Menezes
Antonio Paz Menezes es un músico peruano. Nació en Lima y estudió canto y dirección coral en el Conservatorio Nacional de Música del Perú. 
Dirigía el Coro Nacional del Perú, Coro de Madrigalistas de la Pontifica Universidad Católica del Perú, era profesor y director del coro del Colegio Inmaculado Corazón y miembro del Consejo Directivo de la Asociación de Directores de Coro del Perú. Falleció en Lima, el 6 de agosto de 2017.
En 1996 participó en el Taller de Canto Coral que dictó la maestra cubana Digna Guerra, siendo al final del mismo elegido para asumir la dirección del Coro de Madrigalistas de la Pontificia Universidad Católica del Perú. 
En 1997 viajó a La Habana, Cuba, para terminar su perfeccionamiento al lado de la maestra Guerra, preparando y dirigiendo un concierto de música peruana con el Coro Nacional de Cuba. Posteriormente siguió cursos de dirección coral con los maestros Werner Pfaff, Robert Sund y Daniel Mazza.
Entre 1995 y 1999 dirigió diversos coros en el Conservatorio Nacional de Música de Lima y durante varios años integró el Coro Nacional del Perú, desempeñándose a la vez como solista en las temporadas organizadas por Pro Lírica, bajo la dirección del maestro Luis Alva.
- Datos: Q5699327